# اندیس منطقه ۹ جیان
منطقه ۹ جیان یک اندیس فلزی است که در حوالی شهر جیان استان فارس قرار دارد و مادهٔ معدنی موجود در آن، مس است.سنگ میزبان این اندیس شیل ، ماسه سنگ است و دیرینگی آن به دوران ژوراسیک می‌رسد. در این اندیس، پاراژنز‌های پیریت ،لیمونیت ، هماتیت ، باریت یافت می‌شوند.